# مارگاریتا سیمونیان
مارگاریتا سیمونیان (ارمنی: Մարգարիտա Սիմոնյան; روسی: Маргари́та Симо́новна Симонья́н؛ زادهٔ ۶ آوریل ۱۹۸۰) روزنامه‌نگار، مجری تلویزیون، سردبیر، و مجری رادیو ارمنی‌تبار اهل روسیه است. وی از سال ۱۹۹۹ میلادی تاکنون مشغول فعالیت بوده‌است. سیمونیان مدیر مسوول شبکه راشا تودی می‌باشد. وی پیشتر سردبیر خبرگزاری اسپوتنیک بود. سیمونیان همچنین برندهٔ جوایزی همچون نشان دوستی و مدال موسس خورناتسی شده‌است.

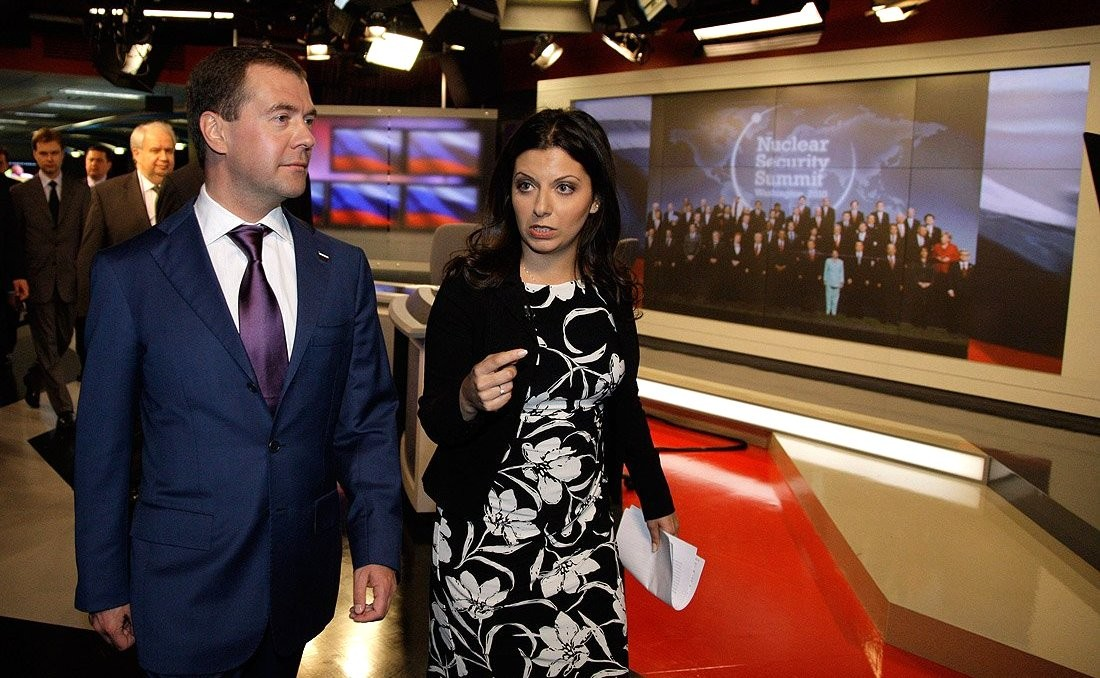
رئیس جمهور پیشین روسیه دمیتری مدودف در حال بازید از شبکه راشا تودی به همراه Editor-in-Chief Margarita Simonyan در آوریل ۲۰۱۰.